# Ель-Іто
Ель-Іто (ісп. El Hito) — муніципалітет в Іспанії, у складі автономної спільноти Кастилія-Ла-Манча, у провінції Куенка. Населення — 187 осіб (2010).
Муніципалітет розташований на відстані близько 100 км на південний схід від Мадрида, 55 км на південний захід від Куенки.

## Демографія
Динаміка населення (INE ):